# Конвой QP 13
Конвой QP 13 (англ. Convoy QP 13) — зворотній арктичний конвой транспортних і допоміжних суден у кількості 35 одиниць, який у супроводженні союзних кораблів ескорту здійснив перехід від радянських портів Архангельськ і Мурманськ до берегів Ісландії. 26 червня 1942 року конвой транспортних суден вийшов з Архангельська, 28 червня до нього приєдналися судна з Мурманська і продовжив рух. 7 липня 1942 року рештки транспортного конвою прибули у Сейдісфіордюр в Ісландії.

## Історія
Конвой QP 13 вийшов з Архангельська 26 червня 1942 року, посилений місцевим супроводом з радянських есмінців «Гремящий», «Грозний» і «Куйбишев», британським есмінцем «Тартар» і тральщиками «Брамбл», «Хазард», «Леда» і «Сігал». 29 червня місцевий супровід був замінений на протиповітряний ескорт з есмінців типу «Хант» «Бланкні», «Міддлтон» та «Вітленд». 30 червня німецька повітряна розвідка знайшла конвой QP 13 за 290 км на північ від мису Нордкап. U-88 стежив за кораблями конвою до 2 липня; але адмірал Губерт Шмундт наказав німецьким військам ігнорувати порожні кораблі, що прямували на захід, і зосередитися на завантажених кораблях конвою PQ 17, що прямував на схід. 4 липня есмінці типу «Хант» відокремилися, коли конвой QP 13 був поза зоною дії німецьких бомбардувальників.
5 липня 1942 року конвой QP 13 увійшов у смугу туману. У поганій видимості тральщик «Найджер» прийняв айсберг за Північно-Західний мис Ісландії, і шість торгових суден прослідували за ним, випадково наразившись на мінне поле Northern Barrage SN72, закладене місяцем раніше біля входу в Данську протоку. Усі сім кораблів підірвалися на морських мінах, і з 127 чоловіків на борту «Найджер» в живих залишилося лише вісім людей. Серед суден, що потрапили на мінне поле врятувався лишень Exterminator.
7 липня Уцілілі кораблі, що прямували до Рейк'явіка, були супроводжені в порт місцевим супроводом з морських траулерів «Сент-Ельстан» і «Леді Мадлен».

## Кораблі та судна конвою QP 13

### Транспортні судна
Позначення
| Назва                     | Прапор          | Тоннаж (GRT) | Прим.                                                                              |
| ------------------------- | --------------- | ------------ | ---------------------------------------------------------------------------------- |
| «Алма-Ата» (1920)         | СРСР            | 3 611        |                                                                                    |
| American Press (1920)     | США             | 5 131        |                                                                                    |
| American Robin (1920)     | США             | 5 172        |                                                                                    |
| «Архангельськ» (1929)     | СРСР            | 2 480        |                                                                                    |
| Atlantic (1930)           | Велика Британія | 5 414        |                                                                                    |
| «Буденний» (1923)         | СРСР            | 2 482        |                                                                                    |
| Capira (1920)             | Панама          | 5 565        |                                                                                    |
| Chumleigh (1938)          | Велика Британія | 5 445        |                                                                                    |
| City of Omaha (1920)      | США             | 6 124        |                                                                                    |
| Empire Baffin (1941)      | Велика Британія | 6 978        |                                                                                    |
| Empire Mavis (1919)       | Велика Британія | 5 704        |                                                                                    |
| Empire Meteor (1940)      | Велика Британія | 7 457        |                                                                                    |
| Empire Selwyn (1941)      | Велика Британія | 7 167        | судно командора конвою                                                             |
| Empire Stevenson (1941)   | Велика Британія | 6 209        |                                                                                    |
| Exterminator (1924)       | Панама          | 6 115        | пошкоджено унаслідок підриву на британському мінному полі SN72                     |
| Heffron (1919)            | США             | 7 611        | затонуло внаслідок підриву на британському мінному полі SN72                       |
| Hegira (1919)             | США             | 7 588        |                                                                                    |
| Hybert (1920)             | США             | 6 120        | затонуло внаслідок підриву на британському мінному полі SN72                       |
| John Randolph (1942)      | США             | 7 191        | судно типу «Ліберті»; затонуло внаслідок підриву на британському мінному полі SN72 |
| «Комілес» (1932)          | СРСР            | 3 962        |                                                                                    |
| «Кузбас» (1914)           | СРСР            | 3 109        |                                                                                    |
| Lancaster (1918)          | США             | 7 516        |                                                                                    |
| Massmar (1920)            | США             | 5 828        | затонуло внаслідок підриву на британському мінному полі SN72                       |
| Mauna Kea (1919)          | США             | 6 064        |                                                                                    |
| Michigan (1919)           | США             | 6 419        |                                                                                    |
| Mormacrey (1919)          | США             | 5 946        |                                                                                    |
| Mount Evans (1919)        | Панама          | 5 598        |                                                                                    |
| Nemaha (1920)             | США             | 6 501        |                                                                                    |
| «Петровський» (1921)      | СРСР            | 3 771        |                                                                                    |
| Pieter de Hoogh (1941)    | Нідерланди      | 7 168        |                                                                                    |
| Richard Henry Lee (1941)  | США             | 7 191        | судно типу «Ліберті»                                                               |
| «Родина» (1922)           | СРСР            | 4 441        | затонуло внаслідок підриву на британському мінному полі SN72                       |
| St. Clears (1936)         | Велика Британія | 4 312        |                                                                                    |
| «Старий більшовик» (1933) | СРСР            | 3 974        |                                                                                    |
| Yaka (1920)               | США             | 5 432        |                                                                                    |

### Кораблі ескорту
| Ближній та океанський ескорти                           |                                         |                                                          |                                                                    |
| «Акейтіз»                                               | Військово-морські сили Великої Британії | ескадрений міноносець типу «A»                           | 26 червня — 7 липня                                                |
| «Аланбенк»                                              | Військово-морські сили Великої Британії | спеціальний допоміжний корабель ППО                      | 26 червня — 7 липня                                                |
| «Ашанті»                                                | Військово-морські сили Великої Британії | ескадрений міноносець типу «Трайбл»                      | 26 червня — 7 липня                                                |
| «Бланкні»                                               | Військово-морські сили Великої Британії | ескортний міноносець типу «Хант»                         | 26 червня — 7 липня                                                |
| «Камберленд»                                            | Військово-морські сили Великої Британії | Важкий крейсер типу «Каунті»                             | 26 червня — 7 липня                                                |
| «Дуглас»                                                | Військово-морські сили Великої Британії | лідер ескадрених міноносців типу «Адміралті»             | перейшов з ескорту конвою PQ 17                                    |
| «Дюк оф Йорк»                                           | Військово-морські сили Великої Британії | Лінійний корабель типу «Кінг Джордж V»                   | 26 червня — 7 липня                                                |
| «Фокнор»                                                | Військово-морські сили Великої Британії | Лідер ескадрених міноносців типу «F»                     | 26 червня — 7 липня                                                |
| «Галанд»                                                | Військово-морські сили Польщі           | ескадрений міноносець типу «G»                           | 26 червня — 7 липня                                                |
| «Ханісакл»                                              | Військово-морські сили Великої Британії | корвет типу «Флавер»                                     | 26 червня — 7 липня                                                |
| «Гусар»                                                 | Військово-морські сили Великої Британії | тральщик типу «Гальсіон»                                 | 26 червня — 7 липня                                                |
| «Гайдарабад»                                            | Військово-морські сили Великої Британії | корвет типу «Флавер»                                     | 26 червня — 7 липня                                                |
| «Інглефілд»                                             | Військово-морські сили Великої Британії | ескадрений міноносець типу «I»                           | 26 червня — 3 липня                                                |
| «Інтрепід»                                              | Військово-морські сили Великої Британії | ескадрений міноносець типу «I»                           | 26 червня — 3 липня                                                |
| HMT Lady Madeleine (FY283)                              | Військово-морські сили Великої Британії | протичовновий траулер                                    | 26 червня — 7 липня                                                |
| «Марна»                                                 | Військово-морські сили Великої Британії | ескадрений міноносець типу «M»                           | 26 червня — 7 липня                                                |
| «Мартін»                                                | Військово-морські сили Великої Британії | ескадрений міноносець типу «M»                           | 26 червня — 7 липня                                                |
| «Мейрант»                                               | Військово-морські сили США              | ескадрений міноносець типу «Бенгам»                      | 26 червня — 7 липня                                                |
| «Міддлтон»                                              | Військово-морські сили Великої Британії | ескортний міноносець типу «Хант»                         | 26 червня — 7 липня                                                |
| «Найджер»                                               | Військово-морські сили Великої Британії | тральщик типу «Гальсіон»                                 | 26 червня — 5 липня; 5 липня підірвався на мінному полі та затонув |
| «Найджерія»                                             | Військово-морські сили Великої Британії | легкий крейсер типу «Коронна колонія»                    | 26 червня — 7 липня                                                |
| «Онслоу»                                                | Військово-морські сили Великої Британії | лідер ескадрених міноносців типу «O»                     | 26 червня — 7 липня                                                |
| «Онслот»                                                | Військово-морські сили Великої Британії | ескадрений міноносець типу «O»                           | 26 червня — 7 липня                                                |
| «Райнд»                                                 | Військово-морські сили США              | ескадрений міноносець типу «Бенгам»                      | 26 червня — 7 липня                                                |
| «Розелі»                                                | ВМС Вільної Франції                     | корвет типу «Флавер»                                     | 26 червня — 7 липня                                                |
| HMT St Elstan (FY240)                                   | Військово-морські сили Великої Британії | протичовновий траулер                                    | 26 червня — 7 липня                                                |
| «Старворт»                                              | Військово-морські сили Великої Британії | корвет типу «Флавер»                                     | 26 червня — 7 липня                                                |
| «Трайдент»                                              | Військово-морські сили Великої Британії | підводний човен типу «T»                                 | 26 червня — 7 липня                                                |
| «Вікторіос»                                             | Військово-морські сили Великої Британії | авіаносець типу «Іластріас»                              | 26 червня — 7 липня                                                |
| «Волонтір»                                              | Військово-морські сили Великої Британії | ескадрений міноносець «Модифікований Адміралті» типу «W» | 26 червня — 7 липня                                                |
| «Вашингтон»                                             | Військово-морські сили США              | лінійний корабель типу «Норт Керолайна»                  | 26 червня — 7 липня                                                |
| «Вітленд»                                               | Військово-морські сили Великої Британії | ескортний міноносець типу «Хант»                         | 26 червня — 7 липня                                                |
| Східна ескадрена група ближнього ескорту (26-28 червня) |                                         |                                                          |                                                                    |
| «Гремящий»                                              | Військово-морський флот СРСР            | ескадрений міноносець типу 7                             | Північний флот ВМФ СРСР                                            |
| «Куйбишев»                                              | Військово-морський флот СРСР            | ескадрений міноносець типу «Новик»                       | Північний флот ВМФ СРСР                                            |
| «Грозний»                                               | Військово-морський флот СРСР            | ескадрений міноносець типу 7                             | Північний флот ВМФ СРСР                                            |
| «Брамбл»                                                | Військово-морські сили Великої Британії | тральщик типу «Гальсіон»                                 |                                                                    |
| «Хазард»                                                | Військово-морські сили Великої Британії | тральщик типу «Гальсіон»                                 |                                                                    |
| «Леда»                                                  | Військово-морські сили Великої Британії | тральщик типу «Гальсіон»                                 |                                                                    |
| «Сігал»                                                 | Військово-морські сили Великої Британії | тральщик типу «Гальсіон»                                 |                                                                    |